# NGC 4175
NGC 4175 (другие обозначения — UGC 7211, MCG 5-29-36, ZWG 158.45, HCG 61C, IRAS12099+2926, PGC 38912) — спиральная галактика в созвездии Волос Вероники. Открыта Уильямом Гершелем в 1785 году.
Этот объект входит в число перечисленных в оригинальной редакции «Нового общего каталога».
Галактика NGC 4175 входит в состав группы галактик HCG 61. В ней наблюдается пыль и инфракрасное излучение, а в юго-восточной части — излучение в линии H-альфа.
В среднем и дальнем инфракрасном диапазоне, а также в радиодиапазоне, ярко светит активное ядро. Морфология во внутренних частях искривлена.